# Triscenia ovina
Triscenia ovina är en gräsart som beskrevs av August Heinrich Rudolf Grisebach. Triscenia ovina ingår i släktet Triscenia och familjen gräs. Inga underarter finns listade i Catalogue of Life.